# Knaben-Erziehungshaus (Bad Fischau-Brunn)
Das Knaben-Erziehungshaus in Fischau-Brunn bestand zwischen 1852 und 1918 als militärische Ausbildungsstätte und diente während der Zeit des Nationalsozialismus als Kaserne.

## Geschichte
Aus einem ursprünglichen Bauernhof mit Mühle wurde 1812 eine „Samtbandfabrik“, die 1827 in eine Baumwollspinnerei umgebaut wurde. 1850 wurde das Bauwerk vom Ärar erworben, um einige Gebäude – darunter eine Kapelle – erweitert und die bestehenden Bauten der künftigen Nutzung ab dem Jahr 1852 durch eine „Infanterie-Schulkompanie“ entsprechend umgebaut.
1859 erfolgte die Umwandlung in ein Militär-Untererziehungshaus, diese Funktion wurde bis 1870 beibehalten.
Zwischen 1870 und 1872 wurden hier Truppen des Heeres und der Landwehr einquartiert. Dies erfolgte unter der Bezeichnung „Militär-Einquartierungshaus“.
Von 1872 bis 1876 folgte die Nutzung als Rekonvaleszentenhaus.
Am 8. Oktober 1877 erfolgte die feierliche Eröffnung des „Militär-Waisenhauses“ mit 120 Zöglingen. Ab 1883 zählte das Militär-Waisenhaus zum Komplex der Militärschulen und -erziehungsinstitute. 1891 wurden Name und Aufgabe geändert: „Erziehungsinstitut für verwaiste Offizierssöhne“.
Nach der Verlegung des „Erziehungsinstituts für verwaiste Offizierssöhne“ 1898 nach Hirtenberg wurde eine „Militär-Unterrealschule“ mit vier Jahrgängen und insgesamt 120 Zöglingen eingerichtet, die bis zum Zusammenbruch der Monarchie 1918 hier ihren Bestand hatte.
Zwischen 1920 und 1938 war im so genannten „Institut“ ein Lehrlingserholungsheim untergebracht.
Nach dem Anschluss Österreichs und dem Einmarsch der deutschen Wehrmacht in Österreich nahm hier das „Regiment General Göring“ in dem jetzt als „Fliegerkaserne Hermann Göring“ bezeichneten Gebäudekomplex Quartier. Das Regimentskommando bezog das Schloss Fischau und richtete dort den Gefechtsstand ein. Später wurden hier verschiedene Ausbildungslehrgänge veranstaltet.
Während der Besatzungszeit zwischen 1945 und 1955 waren hier Truppen der Roten Armee einquartiert. Nach deren Abzug präsentierten sich die Gebäude und die Grünanlagen in verwahrlostem Zustand.
Die Gemeinde Bad Fischau erwarb 1968 die Anlage und richtete zunächst 1971 in der Parkanlage einen Sportplatz und 1975 eine Tennisanlage ein. Die Gebäude wurden 1973 abgerissen und an deren Stelle eine Wohnhausanlage errichtet und nach Ferdinand Hanusch als Ferdinand-Hanusch-Hof benannt.